# Doordarshan
Doordarshan (en hindi : दूरदर्शन ; du mot hindi signifiant « télévision », en abrégé DD) est la société de télévision nationale indienne. Fondée en 1959, elle est placée sous la tutelle directe du ministère de l'information jusqu'en 1997, année durant laquelle elle est regroupée avec la compagnie de radiodiffusion nationale All India Radio au sein d'une structure indépendante baptisée Prasar Bharati. 
Comptant parmi les plus importantes sociétés de télévision du monde en termes d'infrastructures (bureaux, studios, émetteurs), elle opère trente chaînes de télévision dont deux couvrent le territoire national dans son intégralité (DD National et DD News), une chaîne satellitaire à destination de la diaspora (DD India), plusieurs chaînes thématiques (DD Bharati, DD Urdu, DD Sports, DD Rajya Sabha, DD Gyan Darshan) et plus d'une dizaine de chaînes régionales (DD Bangla, DD Oriya, DD North-East, DD Kashir, DD Podhigai, DD Punjabi, DD Sahyadri, DD Saptagiri, DD Gujarati, DD Malayalam et DD Chandana), lesquelles produisent elles-mêmes différents décrochages régionaux.
La société est également à l'origine du lancement d'un bouquet de télévision par satellite baptisé DD Direct +.

## Histoire
Les premières émissions expérimentales de la télévision indienne (Doordarshan Bharati) débutent le 15 septembre 1959 depuis un petit studio de Delhi (Delhi Television Centre). Les débuts sont modestes : la zone de couverture du nouveau média ne dépasse pas un rayon de quarante kilomètres autour de la capitale, et les programmes sont limités à trois émissions hebdomadaires d'une demi-heure. Afin de contourner le problème du prix des téléviseurs (inaccessibles pour une grande partie de la population), le gouvernement institue des clubs de télévision où la population peut se regrouper autour d'un même poste et suivre les émissions.
En 1970, la durée hebdomadaire des émissions est portée à trois heures. Un accent tout particulier est donné aux programmes d'information, aux émissions éducatives et aux divertissements. La portée de l'émetteur de Delhi atteint désormais un rayon de soixante kilomètres. Pour autant, pour la grande majorité de la population, la radio reste le seul moyen de s'informer, de s'éduquer et de se divertir. En 1972, deux émetteurs sont installés à Bombay (Mumbai) et à Amritsar, permettant à des centaines de milliers de personnes d'accéder elles aussi à la télévision. Trois ans plus tard, la télévision nationale peut être reçue dans sept grandes villes du pays.
Constituant initialement une branche de la radio nationale (All India Radio), Doordarshan devient une société distincte de celle-ci en 1976.
La télévision couleur fait son apparition en 1982, à l'occasion du trente-cinquième anniversaire de la déclaration d'indépendance du pays. 15 août 1982, la parade militaire et le discours du premier ministre Indira Gandhi sont les premières émissions en couleur jamais diffusées par la télévision indienne. Quelques semaines plus tard, les jeux asiatiques de Delhi sont diffusés en direct et en couleur par la Doordarshan.

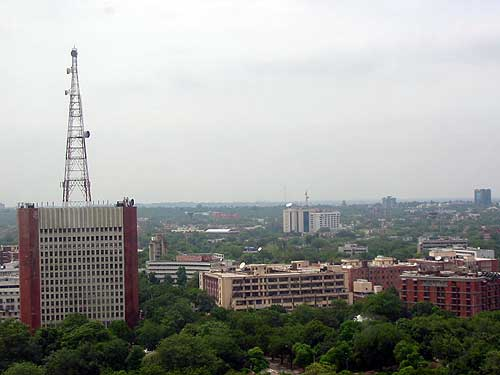
Le siège de la télévision (Doordarshan) et de la radio (AIR), l'immeuble Akashvani Bhavan, à New-Delhi

À l'exception des événements spéciaux, les émissions de la télévision (alors monopole d'état) sont limitées à quelques heures (en soirée) jusqu'au milieu des années 1980. Au cours de cette décennie, de nombreuses séries bollywoodiennes à succès font leur apparition dans le sillage de Hum Log (1984), premier d'une longue liste de soap-opera indiens. Le 1er mai 1984 est lancée la seconde chaîne de télévision indienne : DD-2 (rebaptisée par la suite DD Metro, puis DD News). Le temps d'antenne des deux chaînes de la Doordarshan augmente progressivement jusqu'en 1987, année qui voit le lancement des premières émissions matinales sur DD-1 (aujourd'hui DD National).
L'apparition de nombreuses chaînes de télévision privées émettant par satellite pousse l'entreprise publique à se diversifier au cours des années 1990 et 2000 (développement de chaînes thématiques et régionales). 
Le 14 mars 1995, elle lance une version satellitaire de la chaîne nationale (Doordarshan World, rebaptisée Doordarshan India en 2002). 
En 1997, Doordarshan et All India Radio sont réunies au sein d'une même structure baptisée Prasar Bharati (Radio-Télévision Indienne).
Le 8 mars 1999 est inaugurée DD Sports (initialement cantonnée à douze heures d'émissions quotidiennes, elle émet en continu depuis l'an 2000). DD Bharati voit le jour en 2002, et est suivie par plusieurs canaux thématiques au cours des années suivantes (DD Gyan Darshan et DD Rajya Sabha notamment). 
En 2004, Doordarshan lance son propre bouquet de télévision par satellite, DD Direct +.